# Zakon rosyjskich rycerzy
Zakon Rosyjskich Rycerzy – jedna z predekabrystyckich organizacji. Stworzona przez Michała Fiodorowicza Orłowa (Михаил Фёдорович Орлов) oraz Matweja Aleksandrowicza Dmitriev-Mamonowa (Матвей Александрович Дмитриев-Мамонов). Pomysł stworzenia organizacji powstał w 1814 roku, na jednym z kręgów dyskusyjnych w Moskwie, kiedy to tematem rozmów była kwestia wprowadzenia konstytucji w Imperium Rosyjskim. Szybko zostały napisane dokumenty "Przedmioty nauczania wewnątrz Zakonu Uczonych" (Пункты преподаваемого во внутреннем Ордене учения) oraz "Krótką Instrukcję Rosyjskich Rycerzy" (Краткие наставления русским рыцарям), stanowiące wykładnię ideologiczną oraz kilka projektów reform. Sam plan konstytucji bazowany był na Dwunastu punktach (Кондиции), projekcie konstytucji z 1730 roku. 
Z czasem koncepcje się radykalizowały. Początkowo oświeceniowy absolutyzm miał być ograniczony arystokratycznym senatem oraz konstytucją, z czasem doszły idee dwuizbowego parlamentu (izba arystokratyczna oraz ludowa) aż do idei dyktatury quasi-jakobińskiej.
W 1818 Zakon Rosyjskich Rycerzy połączył się z Unią Zbawienia w nową organizację - Sojusz Dobrostanu (Союз благоденствия)

## Źródła
- Брачев В. С. Масоны в России: от Петра I до наших дней. — С.-Петербург: Стомма, 2000. Гл. 12.
- Николай Троицкий. Декабристы: Становление // Троицкий Н. А. Россия в XIX веке: Курс лекций. — М.: Высш. шк., 1997. — 431 с.; scepsis.ru
- Вернадский Г. Два лика декабристов. Свободная мысль. 1993. № 15.